# Hugo Batalla
Hugo Batalla Parentini (* 11. Juli 1926; † 3. Oktober 1998) war ein uruguayischer Rechtsanwalt, Politiker und Vizepräsident seines Landes vom 1. März 1995 bis zu seinem Tod am 3. Oktober 1998 unter Julio María Sanguinetti.
Batalla startete seine politische Karriere in der Partido Colorado und war von 1962 bis 1971 Abgeordneter im Parlament des Departamento Montevideo. 1971 trat er aus der Partido Colorado aus, um mit Zelmar Michelini die Frente Amplio zu gründen. Bis 1973, als das Militär die Macht übernahm, diente er weiterhin als Abgeordneter. Nach dem Ende der Militärdiktatur wurde er 1985 Senator für die Partido por el Gobierno del Pueblo (die Partei trat später der Frente Amplio bei) und blieb dies bis 1995. 1989 nominierte die Nuevo Espacio den der Lista 99 zugehörigen Batalla als Präsidentschaftskandidat. Bei der anschließenden Wahl kam er jedoch lediglich auf rund neun Prozent der Stimmen. Ab 1993 war er außerdem Vizepräsident des Senats. Für die Präsidentschaftswahlen im November 1994 trat er wieder in die Partido Colorado und wurde nach deren Wahlsieg Vizepräsident. Er starb am 3. Oktober 1998 an Lungenkrebs. Sein Nachfolger im Amt des Vizepräsidenten war Hugo Fernández Faingold.
Neben der Politik war Batalla der Gründer der Zeitung Hechos und des Polit-Magazins Zeta. Er war auch von 1991 bis 1993 Präsident der Asociación Uruguaya de Fútbol und von 1992 bis 1993 Vizepräsident der Confederación Sudamericana de Fútbol.
1953 heiratete Hugo Batalle Hilda Flores und hatte eine Tochter namens Laura.